# 定州博物馆
定州博物馆，为综合性博物馆，现为国家一级博物馆，位于河北省定州市中山东路南侧，周围紧邻定县开元寺塔、定州贡院、定州文庙、晏阳初旧居四处全国重点文物保护单位。

## 历史
定州博物馆成立于1959年11月，馆址设于定州文庙。2017年1月新馆竣工，2018年8月28日向公众开放。2020年12月21日获评第四批国家二级博物馆。2024年5月18日升格为第五批国家一级博物馆。

## 展馆
定州博物馆模仿汉代建筑风格，斗拱、高台、坡顶都采用汉代古建元素。占地面积约3.67万平方米，地上四层，地下一层，建筑面积约2.56万平方米，其中展厅面积7000平方米。
馆内有汉家陵阙、北朝佛陀、天下大白、尘外千年、畿南文献、故乡星空六个展厅面向公众开放。
- 汉家陵阙
- 北朝佛陀，展示北朝时期的佛教造像。
- 天下大白：展出宋代定窑制作的瓷器。
- 尘外千年：展出静志寺塔基地宫和净众院塔基地宫出土的历史文物。
- 畿南文献：展出清代藏书家王灏、王延纶父子纂修的木刻板《畿辅丛书》。
- 故乡星空：展出定州历代名人。

## 藏品
定州博物馆有馆藏文物5万余件，其中珍贵文物965件，以汉代和宋代为主，其中包括国宝级文物3件，一级文物107件，二级文物214件，三级文物644件。
三件国宝级文物为：
1. 青玉龙螭衔环谷纹玉璧‌（‌东汉）‌
2. 透雕神仙故事玉座屏‌（‌东汉）‌，禁止出境展览文物。
3. 白釉龙首刻莲纹大净瓶‌（北宋），‌禁止出境展览文物。